# 밀크 머니
《밀크 머니》(영어: Milk Money)는 미국에서 제작된 리처드 벤저민 감독의 1994년 로맨틱 코미디 영화이다. 멜러니 그리피스, 에드 해리스 등이 출연하였고, 캐슬린 케네디 등이 제작에 참여하였다.
평단으로부터 대체로 부정 평가를 받았다.

## 줄거리
미들턴 교외 주택지에 사는 11살 브래드, 프랭크, 케빈은 여자 나체를 보려고 돈을 탈탈 털어 모은 뒤 자전거를 타고 도심으로 향한다. 소년들의 소원에 응한 매춘부 V는 자전거를 도난당한 소년들을 포주 캐시의 차에 태워 프랭크의 집까지 데려다 준다.
그러나 프랭크의 집에 도착하자마자 캐시의 차가 고장이 난다. 프랭크를 혼자 키우는 아버지 톰이 며칠 사이에 짬이 나면 차를 고쳐 주기로 하면서 V는 그대로 마을에 머물게 된다. 톰과 V를 엮어 주고 싶어하는 프랭크의 거짓말 덕분에 톰은 V를 브래드의 수학 가정 교사인 줄로만 믿는다.
톰과 V 사이에 점점 감정이 싹트는 사이 V는 뉴스를 통해 범죄 조직 수금원 왈처가 캐시를 살해했다는 사실을 알게 된다. 그간 빼돌린 돈이 V의 짓이라고 우긴 캐시의 거짓말을 믿은 왈처는 V의 행방을 찾는다.

## 출연진
- 멜러니 그리피스 - 이브 “V” 역
- 에드 해리스 - 톰 휠러 역
- 마이클 패트릭 카터 - 프랭크 휠러 역
- 맬컴 맥다월 - 왈처 역
- 앤 헤이치 - 베티 역
- 필립 보스코 - 제리 “더 포프” 역
- 케이시 시마스코 - “캐시” 역
- 브라이언 크리스토퍼 - 케빈 역
- 애덤 러보니아 - 브래드 역

## 기타 제작진
- 배역: 메리 골드버그, 에이미 리펀스
- 미술: 폴 실버트
- 의상: 시오니 V. 올드리지